# Jakob Tranziska
Jakob Tranziska (* 25. června 2001 Coburg) je německý fotbalový útočník, působící v německém týmu 1. FC Schweinfurt 05.

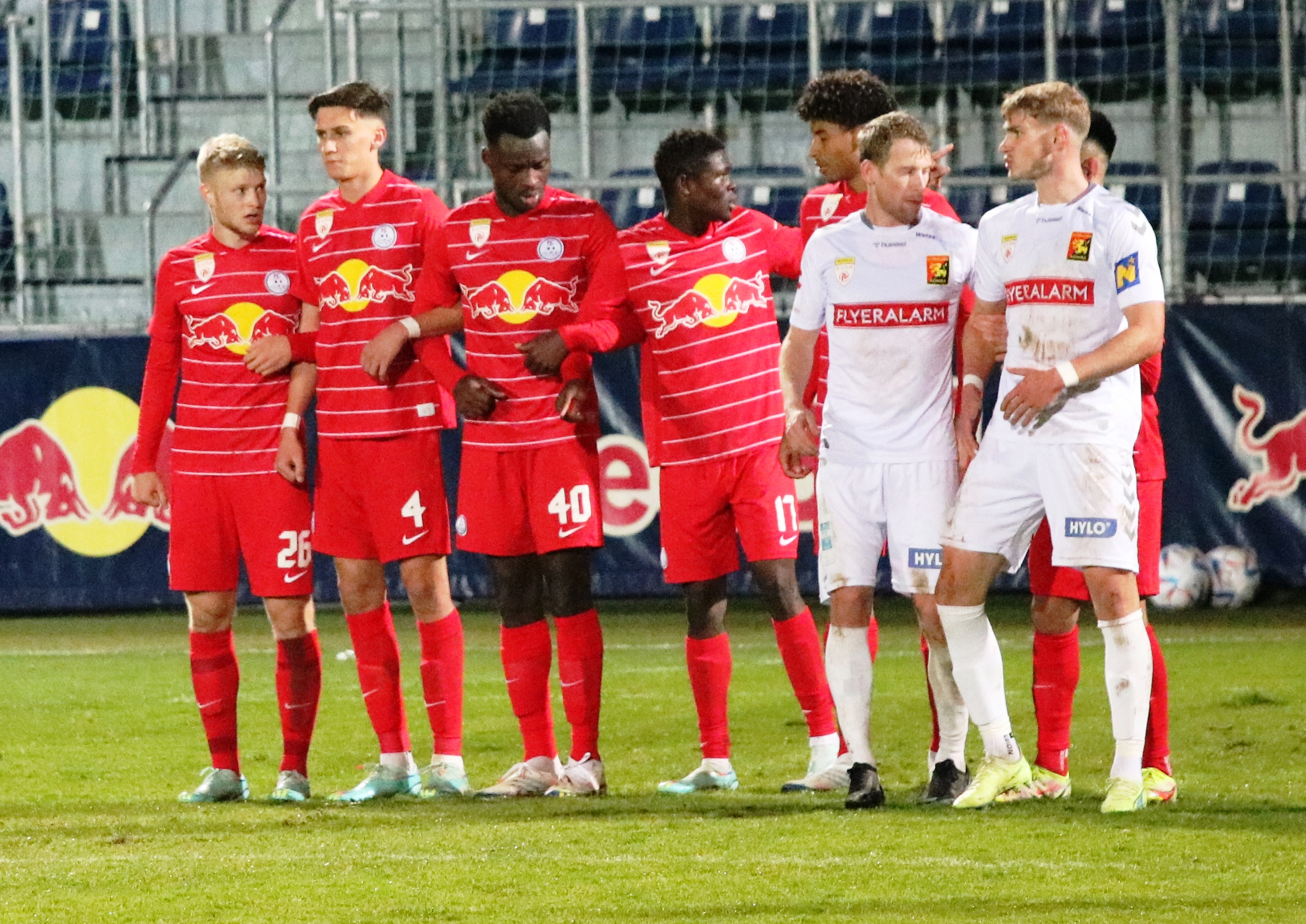
Tranziska v bílém dresu napravo

## Život
S fotbalem začínal v Německém týmu FC Eintracht Bamberg, kde působil až do roku 2022. Téhož roku si ho vyhlédl tým 1. FSV Mainz 05, zde hrál za B-tým. Po několika měsících přestoupil do Rakouského FC Admira Wacker Mödling. Hrál za něj do roku 2024. Koncem ledna přestoupil do Jihočeského klubu SK Dynamo České Budějovice. Debut si odbyl 10. února na domácí půdě proti FC Baník Ostrava. 
V Dynamu skončil na vlastní žádost v prosinci roku 2024. Následně podepsal smlouvu s německým týmem 1. FC Schweinfurt 05.